# فيكتور سوخوروكوف
فيكتور سوخوروكوف (مواليد 10 نوفمبر 1951) هو ممثل روسي. ظهر في أكثر من 50 فيلم ومسلسل منذ 1974. مثل في فيلم أيام سعيدة الذي عرض في قسم جائزة نظرة ما في مهرجان كان السينمائي 1992.

## روابط خارجية
- فيكتور سوخوروكوف على موقع IMDb (الإنجليزية)
- فيكتور سوخوروكوف على موقع ألو سيني (الفرنسية)
- فيكتور سوخوروكوف على موقع أول موفي (الإنجليزية)
- فيكتور سوخوروكوف على موقع قاعدة بيانات الأفلام السويدية (السويدية)
- فيكتور سوخوروكوف على موقع قاعدة بيانات الفيلم (الإنجليزية)
- فيكتور سوخوروكوف على موقع كينوبويسك (الروسية)